# Potentilla okensis
Potentilla okensis är en rosväxtart som beskrevs av Petunnikov. Potentilla okensis ingår i Fingerörtssläktet som ingår i familjen rosväxter. Inga underarter finns listade i Catalogue of Life.